# Alexandra Sokolovskaïa
Pour les articles homonymes, voir Sokolovskaïa.
Alexandra Lvovna Sokolovskaïa (en russe : Александра Львовна Соколовская) était une militante marxiste révolutionnaire russe, née en 1872 et morte vraisemblablement en 1938 lors des Grandes Purges. Elle fut la première femme de Léon Trotski.

## Biographie
Alexandra Sokolovskaïa, née en 1872, commence à militer dans les années 1890 au sein des cercles révolutionnaires de Nikolaïev, une ville industrielle du sud de l’Ukraine. Elle participe à la création d’un « syndicat ouvrier du sud de la Russie » et fait la rencontre de Léon Trotski, qu’elle contribue à amener au marxisme.

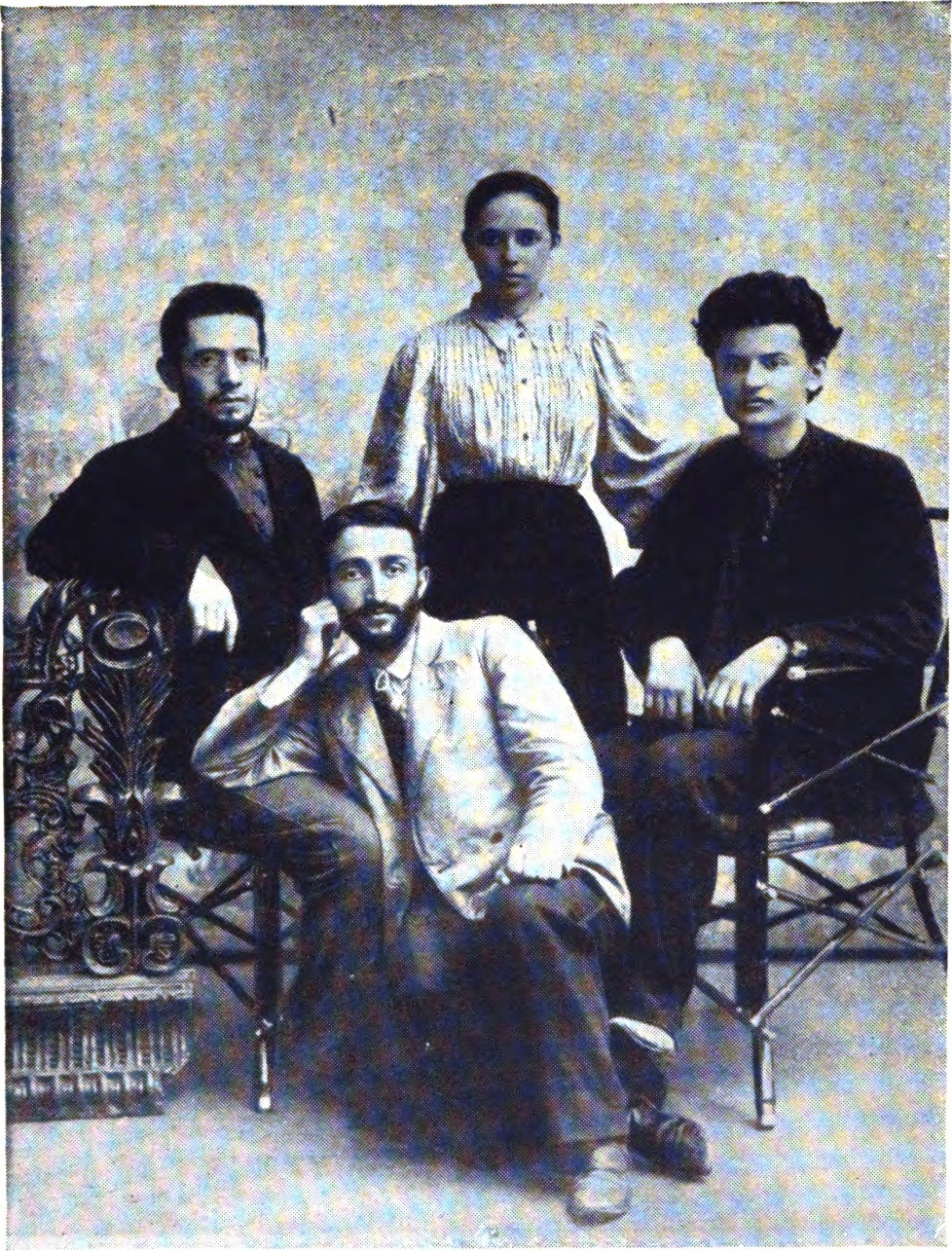
Alexandra Sokolovskaïa (debout, au centre de la photo) avec son futur mari, Léon Trotski (assis à droite), son frère Ilya Sokolovsky (assis à gauche), et Grigory Ziv (assis au centre), 1897.

Elle épouse Léon Trotski en 1899 alors que tous deux ont été arrêtés et déportés en Sibérie. De cette union naissent deux filles : Nina Nevelson (1901) et Zinaïda Volkova (1902).
En 1902, Trotski décide de s’évader de Sibérie et d’émigrer vers l’Europe. Alexandra se retrouve alors seule avec ses deux filles mais approuve la conduite de son mari. Arrivé à Paris, Trotski décide de rompre son mariage avec Alexandra Sokolovskaïa après avoir rencontré Natalia Sedova, qu’il épousera en 1903. Malgré cette rupture, il semble qu’Alexandra Sokolovskaïa et Trotski aient continué à entretenir de bonnes relations.

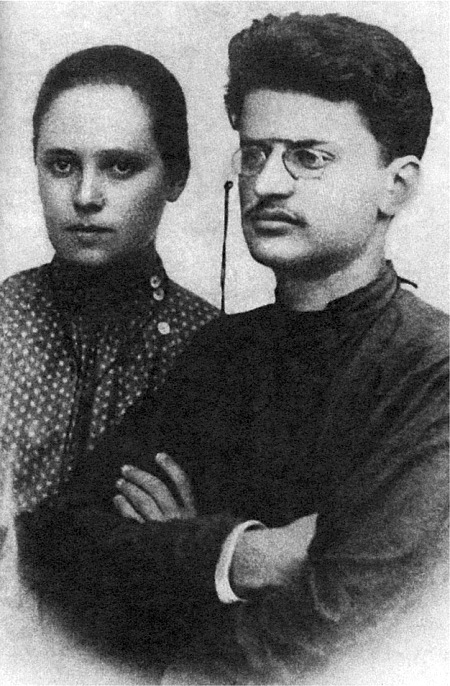
Alexandra Sokolovskaïa et son époux Léon Trotski en 1902.

Sa vie après 1902 est mal connue. Ses deux filles furent élevées par David et Anna Bronstein, les parents de Trotski. Selon sa famille, elle aurait travaillé comme éducatrice et aurait été proche au début des années 1930 de Nadejda Kroupskaïa, la veuve de Lénine.
En 1935, elle est arrêtée et exilée par le pouvoir stalinien en Sibérie. Elle a été vue vivante pour la dernière fois en 1938 dans un camp de travail pénitentiaire de la Kolyma par Nadejda Joffé (fille d’Adolf Joffé). Elle a plusieurs petit-enfants, dont Esteban Volkov, fils de Zinaïda et père de Nora Volkow, d'origine mexicaine et de nationalité américaine, devenue dans les années 2000 directrice du National Institute on Drug Abuse.